# Bayerwaldloipe
Die Bayerwaldloipe ist ein Skifernwanderweg im Bayerischen Wald. Die Loipe beginnt im Ossergebiet bei Lohberg und endet in Neureichenau im Dreisesselgebiet. Sie setzt sich zusammen aus Loipen der einzelnen Skiorte sowie Verbindungsstücken; einige Lücken müssen zu Fuß zurückgelegt werden. Die Gesamtlänge beträgt ungefähr 140 km.
Da die Loipe zum Teil durch recht tiefe Lagen verläuft (Zwiesel 582 m), gilt sie nur im Hochwinter als schneesicher.

## Verlauf
Wegen etlicher Abschnitte mit Einbahn-Regelung darf die Bayerwaldloipe nur in einer Richtung  befahren werden, von Nordwest nach Südost.
Der Einstieg am Langlaufzentrum Scheiben liegt an der Buslinie Lam – Bayerisch Eisenstein. Weiter nordwestlich ist ein Einstieg in Eggersberg bei Lam möglich (rot markierte Loipe nach Scheiben, schwer); dadurch lässt sich die Gesamtstrecke um 9 km verlängern.
Verlauf und mögliche Etappenorte:
- Scheiben – Bayerisch Eisenstein. 11 km.
- auf der Hohenzollernloipe über Steinhütte, Hintere Steinhütte zur Arberhütte. Durchs Regental nach Regenhütte. Auf dem Kaisersteig nach Rabenstein. Abfahrt nach Zwiesel. 21 km.
- Wiederbeginn der Loipe am südlichen Ortsrand von Zwiesel (Glasberg oder Bärnzell; evtl. Skibus oder Stadtbus). Auf Forstwegen ziemlich geradlinig nach Spiegelau. Nach dem ersten Drittel werden an der Josefi-Kapelle die Ortsloipen von Frauenau (nördlich) und Rinchnach (südlich) berührt. 16 km.
- Von Spiegelau zunächst Richtung NO in den Nationalpark, Jägerfleck, dann Richtung SO nach Riedlhütte, Überquerung der Großen Ohe, Höhenbrunn, Bärwurzhütte, Sankt Oswald (möglicher Etappenort). Richtung S zum Grafenauer Langlaufzentrum Rosenau, dann östlich auf der Nationalpark-Loipe nach Neuschönau. 17 km.
- Zunächst Richtung S nach Sägmühle, dann weiter durch das Gemeindegebiet von Hohenau Richtung O, Kirchl und Schönbrunn am Lusen südlich passieren, am Reschwasser Richtung NO nach Mauth. 21 km.
- Auf der Dreikönigsloipe in den Nationalpark, Finsterau. Möglichkeit für Abstecher nach Tschechien (Moldau-Quelle, Kvilda). Regulär weiter nach O zur Hammerklausenloipe, dann Richtung SO nach Mitterfirmiansreut. 23 km.
- Über Philippsreut nach Bischofsreut, Aufstieg auf 1140 m, Wüstung Leopoldsreut, Haidel-Aussichtsturm, Kreuzfichte-Osterbach, Loipenzentrum Frauenberg, Altreichenau, Neureichenau. 30 km (alternativ Zwischenabstieg mit Übernachtung in Haidmühle nach 18 km).
- Verlängerungsmöglichkeit um ca. 10 km von Altreichenau nach Lackenhäuser.

## Rundkurs durch Bayer- und Böhmerwald
Im tschechischen Nationalpark Šumava besteht ein dichtes Loipennetz, das über die Grenzübergänge Bayerisch Eistenstein, Ferdinandsthal, Finsterau/Bucina, Philippsreut/Silnice, Marchhäuser, Haidmühle zugänglich ist. Somit besteht die Möglichkeit, einen Rundkurs von 200 km und mehr zu laufen.

## Praktische Informationen
Karten
- Fritsch Wanderkarte, Nr. 5 "Bayerischer Wald", 10. Auflage, Maßstab 1:100'000, mit Loipenverlauf.
- Landesvermessungsamt, Maßstab 1:50'000, ohne Loipen. Zusammenstellung UK 50-29 (Scheiben – Bischofsreuth). Die letzten 15 km auf UK 50-30. Der alternative Einstieg bei Lam auf UK 50-27.

Schneehöhen
- Schnee-Telefon 08558 91021.

Webseiten
- "Offizielle" Webseite mit dürftigem Inhalt, aber brauchbarem Link zu privater Webseite mit Schneebericht
- Wegbeschreibung
- Hervorragende Zusammenstellung von Links
- Kommunale Webseite mit ordentlichem Loipenplan der Nationalparkregion

Tourenberichte
- auf Englisch, sehr anschaulich